# Episodi di Home Movies (terza stagione)
La terza stagione di Home Movies è andata in onda negli Stati Uniti d'America dal 4 agosto 2002 al 25 maggio 2003 su Adult Swim. In Italia è tuttora inedita.
| nº | Titolo originale                                 | Prima TV USA     |
| -- | ------------------------------------------------ | ---------------- |
| 1  | Shore Leave                                      | 4 agosto 2002    |
| 2  | Breaking Up Is Hard To Do                        | 11 agosto 2002   |
| 3  | Bad Influences                                   | 18 agosto 2002   |
| 4  | Improving Your Life Through Improv / Sensitivity | 25 agosto 2002   |
| 5  | Four's Company                                   | 6 ottobre 2002   |
| 6  | Renaissance                                      | 13 ottobre 2002  |
| 7  | My Cheatin' Heart                                | 20 ottobre 2002  |
| 8  | Guitarmageddon                                   | 27 ottobre 2002  |
| 9  | Storm Warning                                    | 3 novembre 2002  |
| 10 | Time To Pay The Price / A Life In The Day        | 10 novembre 2002 |
| 11 | Broken Dreams / That Smarts                      | 17 novembre 2002 |
| 12 | Stowaway                                         | 24 novembre 2002 |
| 13 | Coffins and Cradles                              | 25 maggio 2003   |